# カルロ3世・ディ・サヴォイア
カルロ3世・ディ・サヴォイア（Carlo III di Savoia, 1486年10月10日 - 1553年8月17日）は、サヴォイア公、ピエモンテ公、アオスタ伯、モーリエンヌ伯、ニース伯、キプロス王、エルサレム王（在位：1504年 - 1553年）。通称イル・ブオーノ（il Buono：善人）。
カルロ・ジョヴァンニ・アメデーオを数えずにカルロ2世と呼ぶ場合もある。フランス語名シャルル3世・ド・サヴォワ（Charles III de Savoie）。

## 生涯
サヴォイア公フィリッポ2世と2番目の妃クラウディーナの間の息子で、異母兄フィリベルト2世が24歳で早世したため、その後を継いで公位に就いた。
1521年にポルトガル王マヌエル1世の娘ベアトリス（ベアトリーチェ）と結婚した。息子エマヌエーレ・フィリベルトに祖父の名マヌエルのイタリア語名であるエマヌエーレを付けたことから、それ以降サヴォイア家の男子の名前にしばしばエマヌエーレと付けられることとなる。